# David Boe
David Boe (Duluth, Minnesota, 11 de marzo de 1936-Glenview, Illinois, 28 de abril de 2020) fue organista estadounidense y jefe del departamento de órganos del Conservatorio de Música de Oberlin, donde enseñó de 1962 a 2008. Fue más notable por su trabajo como pedagogo, después de haber entrenado a una gran cantidad de organistas durante su tiempo en Oberlin.

## Biografía
Boe asistió a St. Olaf College durante sus años de pregrado, y luego estudió con Arthur Poister en la Universidad de Syracuse. Como erudito Fulbright, estudió con Helmut Walcha, y más tarde con Gustav Leonhardt. Poco después de su estudio con Walcha, fue nombrado miembro de la facultad de órganos de Oberlin, de donde se retiró en 2008. 
Encargó el primer instrumento principal del constructor de órganos John Brombaugh, el Opus 4 en Lorain, Ohio, y siempre ha estado muy interesado en el desempeño histórico y los primeros temperamentos. Fue entrevistado en el programa televisado a nivel nacional The Wind at One's Fingertips. 
Desde 1962, enseñó a cientos de organistas en Oberlin, incluido al miembro de la facultad de Oberlin James David Christie. Se retiró en mayo de 2008 después de 46 años de enseñanza. 
Se desempeñó como director musical y organista durante más de 40 años en la Primera Iglesia Luterana, Lorain, Ohio. 

## Muerte
Boe murió el 28 de abril de 2020, debido a complicaciones de COVID-19.

## Actuaciones
Rara vez se presentaba públicamente en su vejez y siempre se presentaba con menos frecuencia que la mayoría de los organistas de conciertos durante su tiempo, habiendo preferido la enseñanza. Fue firmado con WindWerk Artists durante muchos años y dio conciertos en muchas partes de los Estados Unidos, así como en Europa. 
Hizo apariciones significativas en dos CD: Brombaugh Opus 9, una grabación comercial que destaca un nuevo órgano de tono medio de Brombaugh, y Órganos de Oberlin (Gasparo), una grabación de los diversos estilos de órgano en el conservatorio. 